# Kainz-Medaille
Die Josef-Kainz-Medaille wurde 1958 zum 100. Geburtstag des österreichischen Schauspielers Josef Kainz von der Stadt Wien gestiftet.
Die Auszeichnung wurde bis zum Jahr 1999 jährlich an Schauspieler, Regisseure und Bühnenbildner/Ausstatter vergeben. Zusammen mit dem Nestroy-Ring und dem Raimund-Ring ging sie ab 2000 in den neu geschaffenen, jährlich verliehenen Nestroy-Theaterpreis (mehrere Kategorien) auf.

## Reglement
Am 28. März 1959 beschloss der Wiener Gemeinderat die Stiftung der Kainz-Medaille:
„Der Wiener Gemeinderat genehmigte heute die Stiftung der ‚Josef Kainz-Medaille der Stadt Wien‘ anlässlich des 100. Geburtstages des berühmten Wiener Schauspielers. Mit der Medaille werden alljährlich am 20. September, dem Todestag von Kainz, ein Schauspieler und eine Schauspielerin für die beste schauspielerische Darstellung und ein Regisseur für die beste Regieleistung des Jahres an einer Wiener Bühne ausgezeichnet. Die Kainz-Medaille wird vom Bürgermeister verliehen. Auch ausländische Künstler können sie erhalten, doch ist die Verleihung nur einmal möglich.“

## Preisträger

### 1950er Jahre
1958: 
Rosa Albach-Retty – „Eine sonderbare Dame“ (Mrs. Edna Savage) – Akademietheater
Günther Haenel – „Sonnenfinsternis“ (Rubaschow) – Volkstheater
Leopold Lindtberg – „Weh dem der lügt“ (Regie) – Burgtheater
1959:
Alma Seidler – „Die Medaillen einer alten Dame“ (Mrs. Dowey) – Burgtheater
Attila Hörbiger – „Fast ein Poet“ (Cornelius Melody) – Burgtheater
Kurt Horwitz – „Der Misanthrop“ (Regie) – Volkstheater

### 1960er Jahre
1960:
Paula Wessely – „Anatol“ (Gabriele) – Akademietheater
Anton Edthofer – „Der verborgene Strom“ (Daniel Monnerie) – Theater in der Josefstadt
Ernst Lothar – „Das weite Land“ (Regie) – Akademietheater
1961:
Heidemarie Hatheyer – „Das goldene Vlies“ (Medea) – Burgtheater
Hans Moser – „Höllenangst“ (Flickenschuster Pfriem) – Theater in der Josefstadt
Josef Gielen – „Was ihr wollt“ (Regie) – Burgtheater.
1962:
Helene Thimig – „So ist es - ist es so?“ (Signora Frola) – Theater in der Josefstadt
Ernst Deutsch – „Nathan der Weise“ (Nathan) – Burgtheater
Leon Epp – „Der Idiot“, „Frank der Fünfte“ und „Andorra“ (alle Regie) – Volkstheater
1963:
Dorothea Neff – „Mutter Courage und ihre Kinder“ (Mutter Courage) und „Musik“ (Frau Oberst Hühnerwadel)
Josef Meinrad – „Liliom“ (Liliom) und „Die Physiker“ (Ernst Heinrich Ernesti)
Heinrich Schnitzler – „Die letzten Masken“, „Zeit der Kirschen“ und „Nachtzug“ (alle Regie) – Theater in der Josefstadt
1964:
Hilde Krahl
Hans Holt
Gustav Manker – Shakespeare „Troilus und Cressida“ und Ferdinand Bruckner „Die Verbrecher“ (Regie)
1965:
Käthe Gold – „Die lustigen Weiber von Windsor“ (Frau Page) – Burgtheater
Leopold Rudolf – „System Fabrizzi“ (Antonio Fabrizzi) – Theater in der Josefstadt
Rudolf Steinböck – „Nach dem Sündenfall“ (Regie) – Burgtheater
1966:
Adrienne Gessner – „Arsen und alte Spitzen“ (Abby Brewster) – Theater in der Josefstadt
Curd Jürgens – „Richter in eigener Sache“ (Bill Maitland) – Theater in der Josefstadt
Michael Kehlmann – „Der zehnte Mann“ (Regie) – Theater in der Josefstadt
1967:
Ursula Schult
Heinrich Schweiger
Fritz Kortner
1968:
Blanche Aubry
Ewald Balser
Otomar Krejča
1969:
Elfriede Ott
Helmut Qualtinger – „Geschichten aus dem Wiener Wald“ (Zauberkönig) und „Der Talisman“ (Titus Feuerfuchs)
Hans Hollmann
Förderungspreis: Brigitte Swoboda – „Magic Afternoon“

### 1970er Jahre
1970:
Susanne von Almassy
Heinz Reincke
Conny Hannes Meyer
Zbynek Kolar
1971:
Erni Mangold
Hugo Gottschlich
Vaclav Hudecek
1972:
Vilma Degischer
Herbert Propst
Dieter Dorn
Maxi Tschunko
Förderungspreis für Regie: Werner Prinz
1973:
Judith Holzmeister
Michael Heltau – „Helden, Helden“ – (Bluntschli), Theater an der Wien
Erwin Axer
Georg Schmid
1974:
Gertraud Jesserer – „Geschichten aus dem Wiener Wald“ (Marianne)
Paul Hoffmann
Hans Gratzer
Förderungspreis: Peter Gruber, Therese Affolter
1975:
Christine Ostermayer
Norbert Kappen
Hermann Kutscher
Ezio Frigerio
1976:
Kitty Speiser
Johannes Schauer
Förderungspreis: Sonja Sutter
1977:
Annemarie Düringer
Heinz Moog
Peter Wood
Matthias Kralj
1978:
Erika Pluhar
Fritz Muliar – „Dreigroschenoper“ (Peachum)
Angelika Hurwicz
Bert Kistner
Förderungspreis: Fritz Holy
1979:
Hortense Raky
Joachim Bissmeier
Rolf Langenfass
Förderungspreis: Maria Bill

### 1980er Jahre
1980:
Josefin Platt
Helmuth Lohner
Achim Benning – „Sommergäste“ (Regie)
Wolfgang Mai
1981:
Romuald Pekny
Elisabeth Orth
Erwin Piplits
Pantelis Dessyllas
1982:
Maria Bill
Benno Besson
Wilfried Baasner
Ezio Toffolutti
Förderungspreis: Helmut Wiesner, Ottwald John, Lena Iglisonis und Nika Brettschneider
1983:
Hilde Krahl
Peter Gruber
Herbert Kapplmüller
Förderungspreis: Ulrike Kaufmann, Hans Piesbergen
1984:
Günther Einbrodt
Gerhard Jax
Förderungspreis: Andrea Jaufer, Wolfgang Böck und Hubert Kramar
1985:
Franz Morak
Tatja Seibt
Juri Ljubimow
Carlo Tommasi – „Der Traum ein Leben“ (Bühnenbild)
Förderungspreis: Beatrice Frey
1986:
Karlheinz Hackl
Susanne Lothar
Fritz Zecha
Matthias Krahlj
Förderungspreis: Otto Clemens – „Michael Kramer“ (Arnold) – Theater in der Josefstadt
1987:
Gert Voss
Elisabeth Rath
Achim Freyer
Claus Peymann (nicht angenommen)
Förderungspreis: Klaus Fischer, Katharina Manker, Torsten Fischer und Sabina Kellner
1988:
Michael Degen
Angelica Domröse
George Tabori
Karl-Ernst Herrmann
Förderungspreis: Stephan Bruckmeier und Vincenzo Baviera
1989:
Wolfgang Gasser
Ursula Höpfner
Peter Zadek
Wolfgang Bauer
keine Verleihung an Kostüm- oder Bühnenbildner

### 1990er Jahre
1990:
Ignaz Kirchner
Rosel Zech
Claus Peymann
Peter Pabst
Förderungspreis: Cornelia Lippert und Thomas Evertz
1991:
Martin Schwab
Birgit Doll
Cesare Lievi
Daniele Lievi (postum)
Förderungspreis: Kurt Palm und Katrin Thurm
1992:
Johann Adam Oest
Andrea Clausen
Thomas Langhoff – „Der Turm“ (Regie)
keine Verleihung an Kostüm- oder Bühnenbildner
Förderungspreis: Michou Friesz, Josef Hader, Robert Quitta, Susanne Thomasberger
1993:
Hans-Michael Rehberg
Kirsten Dene
Hans Neuenfels
Hans Schavernoch
Förderungspreis: Ursula Hübner, Wolf Bachofner
1994:
Ulrich Mühe
Elisabeth Trissenaar
Ruth Berghaus
Erich Wonder
Förderungspreis: Dario Lindes
1995:
Anne Bennent – „Yvonne, Prinzessin von Burgund“ (Yvonne) – Akademietheater
Es wurde kein Preis für den Besten Schauspieler vergeben.
Ariane Mnouchkine – „Le Tartuffe“ (Regie) – Wiener Festwochen & Theatre du Soleil @ Museumsquartier
Peter Schulz – „Zur schönen Aussicht“ (Ausstattung) – Volkstheater
Förderungspreis I: Christian Banzhaf – „Strafmündig“ (Ted Merschroth) – Theater der Jugend @ Theater im Zentrum
Förderungspreis II: Theresa Hübchen – „Arkadien“ (Thomasina Coverly) – Theater in der Josefstadt
Förderungspreis III: Karin Henkel – „Hexenjagd“ und „Die Ausgesperrten“ (jeweils Regie) – Akademietheater und Vestibül des Burgtheaters
Förderungspreis IV: Philippe Arlaud – „Angels in America“ und „In den Augen eines Fremden“ (jeweils Bühnenbild) – Schauspielhaus
1996:
Angela Winkler – „Der Kirschgarten“ (Ljubow Andrejewna Ranjewskaja) – Akademietheater
Josef Bierbichler – „Der Kirschgarten“ (Jermolai Alexejewitsch) – Akademietheater
Peter Zadek – „Der Kirschgarten“ (Regie) – Akademietheater
Philippe Arlaud – „Quai West“ (Bühnenbild & Lichtregie) – Schauspielhaus
Förderungspreis I: Sebastian Blomberg – (Schauspielerische Gesamtleistung) – Schauspielhaus
Förderungspreis II: Gabriela Hütter – „Des Meeres und der Liebe Wellen“ (Hero) und „Die gefesselte Phantasie“ (Poetische Phantasie) – Theater Gruppe 80
Förderungspreis III: Stefan Bachmann – „Skizzenbuch“ (Regie) – Schauspielhaus
Förderungspreis IV: Christoph Speich – „Du sollst mir Enkel schenken“ (Bühnenbild) – Schauspielhaus
1997:
Andrea Eckert – „Meisterklasse - Maria Callas“ (Maria) – Volkstheater
Sieghardt Rupp – „Der Fall Furtwängler“ (Wilhelm Furtwängler) – Rabenhof
Helmut Wiesner – „Über die Dörfer“ (Regie) – Theater Gruppe 80
Ulrike Kaufmann – „Xanadu“ (Ausstattung) – Odeon
Förderungspreis I: Christoph Müller – „Dysmorphomanie“ (G.,Geologe) – Schauspielhaus
Förderungspreis II: Franziska Sztavjanik – „Der einsame Weg“ (Johanna) – Volkstheater
Förderungspreis III: Christian Stückl – „Dysmorphomanie“ (Regie) – Schauspielhaus
Förderungspreis IV: Christian Sedelmayer – „Dysmorphomanie“ (Ausstattung) – Schauspielhaus
1998:
Dörte Lyssewski – „Szenen einer Ehe“ (Marianne) und „Die Ähnlichen“ (Magda/Odile) – Akademietheater und Theater in der Josefstadt
Nicholas Ofczarek – „Krähwinkelfreiheit“ (Eberhard Ultra) – Burgtheater
Einar Schleef – „Ein Sportstück“ (Regie) – Burgtheater
Bert Neumann – „Krähwinkelfreiheit“ (Ausstattung) – Burgtheater
Förderungspreis I: Wolfram Rupperti – (Schauspielerische Gesamtleistung) – Schauspielhaus
Förderungspreis II: Meriam Abbas – „Faust“ (Gretchen) und „Die Illusion“ (Malibea, Isabelle & Hippolyta) – Schauspielhaus
Förderungspreis III: Philip Tiedemann – „Publikumsbeschimpfung“ (Regie) – Akademietheater
Förderungspreis IV: John Lloyd Davies – „Popcourn“ (Raumgestaltung) – Rabenhof
1999:
Maria Happel – „Die Eingeborene“ (Irmi) und „Minna von Barnhelm“ (Franziska) – Akademie- und Burgtheater
Robert Meyer – (Schauspielerische Gesamtleistung) – Burg- und Akademietheater
Klaus Fischer – „Die Schwärmer“ (Regie) – Theater Gruppe 80
Maria-Elena Amos – „Die Eingeborene“ (Ausstattung)
Förderungspreis I: Rupert Henning – „Der einsame Westen“ (Valene Connor) – Theater Drachengasse
Förderungspreis II: Claudia Sabitzer – (Schauspielerische Gesamtleistung) – Schauspielhaus
Förderungspreis III: Stephanie Mohr – „Messer in Hennen“ (Regie) – Volkstheater, Am Plafon
Förderungspreis IV: Etienne Plüss – „Claus Peymann kauft sich eine Hose und geht mit mir essen“ (Raumgestaltung) – Akademietheater